# Guelta Zerka
Guelta Zerka (em árabe: القلتة الزرقاء) é uma comuna localizada na província de Sétif, Argélia. Sua população estimada em 2008 era de 15 472 habitantes.